# Hummer (bilmärke)

Hummer H2 lyxlimousine, Färöarna, 10,5 m, 6,0 l. V8 300 hk.

Hummer var ett bilmärke som tillverkades av General Motors (GM). Produktionen inleddes 1992 och lades ner i maj 2010. Det var ursprungligen ett militärt fordon av jeep-typ, men senare utvecklades även en civil SUV-version.

## Historik
Ursprungligen tillverkades bilen av American Motors Corporation (AM General) som 1999 sålde varunamnet Hummer till GM. AM General tillverkar dock fortfarande den militära förlagan. Bilen har, precis som sin föregångare Jeep, sina rötter som en militär bil, bland annat användes Hummerbilar under Gulfkriget. Arnold Schwarzenegger övertalade militären att de skulle göra militärversionen till en civil personbil. År 2005 såldes endast 374 exemplar av modellen H1.
Hummer har nu[när?] även börjat tillverka cyklar och enligt engelska Wikipedia skall GM även lansera en eau de Cologne med namnet Hummer som kommer att kosta cirka 54 USD. Flaskan till denna cologne skall ha formen av bilmodellen H2.
På grund av den kris som GM befann sig i tillkännagav man onsdagen den 3 juni 2009 att Hummer avsågs att säljas till den kinesiska verkstadskoncernen Sichuan Tengzhong. Den 24 februari 2010 meddelade GM att de istället valde att lägga ner tillverkningen då den kinesiska regeringen inte tillät Sichuan Tengzhong att slutföra köpet. Några dagar senare ändrade sig dock GM och gav Hummers ledning tid att hitta en ny ägare före första maj. Men trots denna respit så blev nedläggningen ett faktum då inga nya köpare dök upp.  Tio år senare, år 2020, återuppstod namnet; nu inte som ett separat märke utan som två modeller: elektrisk SUV och pick-up under märkesnamnet "GMC Hummer EV". Produktionen av EV sattes ursprungligen till hösten 2021, men har framflyttats till 2023.

## Modeller

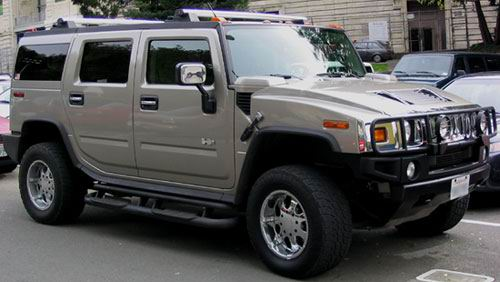
Hummer H2

- HMMWV (High Mobility Multipurpose Wheeled Vehicle) även kallad Humvee - Militärt fordon från 1983.
- Hummer H1 - Civilt fordon från 1992.
- Hummer H2, "The Baby Hummer".
- Hummer H2 SUT
- Hummer H3T - Konceptbil.
- Hummer H3